# Mats Bergman
Pour les articles homonymes, voir Bergman.
Mats Bergman est un acteur suédois, fils d'Ingmar Bergman, né le 5 mai 1948 à Göteborg.

## Biographie
Au cinéma, Mats Bergman apparaît à ce jour dans vingt films suédois, le dernier sorti en 2012. Le premier est Fanny et Alexandre (avec Ewa Fröling et Jan Malmsjö), réalisé par son père Ingmar Bergman et sorti en 1982, dans lequel joue également sa sœur jumelle Anna Bergman. Mentionnons aussi Ondskan de Mikael Håfström (2003, avec Andreas Wilson et Gustaf Skarsgård).
À la télévision, à ce jour, il contribue à dix téléfilms entre 1981 et 1994, ainsi qu'à vingt-deux séries de 1975 à 2013, dont Wallander : enquêtes criminelles (trente-deux épisodes, 2005-2013).
Surtout actif au théâtre, Mats Bergman sort diplômé en 1971 de l'Académie de théâtre de Stockholm (en) (en suédois : Teaterhögskolan i Stockholm). Puis sa carrière le mène notamment au théâtre municipal de Stockholm (en) et au théâtre dramatique royal de Stockholm.
En ce dernier lieu (en suédois : Kungliga Dramatiska Teatern, abrégé Dramaten), il débute en 1987 dans Drottningens Juvelsmycke de Carl Jonas Love Almqvist, avec Anita Björk, Stina Ekblad (qui joue à ses côtés dans le film Fanny et Alexandre précité) et Marie Richardson.
Toujours au Dramaten, citons par la suite Marie Stuart de Friedrich von Schiller (1989, avec Bibi Andersson dans le rôle-titre), Le Mariage de Figaro de Pierre-Augustin Caron de Beaumarchais (1992, avec Christina Schollin), Le Songe d'une nuit d'été de William Shakespeare (2000, à nouveau avec Stina Ekblad), ou encore Pygmalion de George Bernard Shaw (2010).
Ajoutons-y trois pièces mises en scène par son père Ingmar Bergman, Le Temps et la Chambre de Botho Strauss (1993, avec Erland Josephson et Marie Richardson), Les Variations Goldberg de George Tabori (1994, avec Bibi Andersson et Erland Josephson), et enfin Le Misanthrope ou l'Atrabilaire amoureux de Molière (1995, avec Jarl Kulle).
À ce jour, les deux dernières pièces de Mats Bergman au Dramaten, représentées en 2013, sont Les Piliers de la société d'Henrik Ibsen et Amadeus de Peter Shaffer.

## Filmographie partielle

### Cinéma
- 1982 : Fanny et Alexandre (Fanny och Alexander) d'Ingmar Bergman : Aron Retzinsky
- 1987 : Jim och piraterna Blom d'Hans Alfredson : Dummer-Jöns
- 2003 : Ondskan de Mikael Håfström : Melander

### Télévision
- 1984 : Mini-série Hur ska det gå för Pettersson? de Vilgot Sjöman : 191 Mandel
- 1989 : Téléfilm Le Canard sauvage (Vildanden) de Bo Widerberg : Relling
- 1995 : Mini-série Den täta elden de Daniel Alfredson : Rune Persson
- 2005-2013 : Série Wallander : enquêtes criminelles (Wallander), saisons 1 à 3, 32 épisodes : Nyberg

## Théâtre (sélection)
(pièces jouées au Dramaten)
- 1987 : Drottningens Juvelsmycke de Carl Jonas Love Almqvist
- 1988 : Maître Olof (Mäster Olof) d'August Strindberg : Hans Windrank
- 1988 : L'Opéra de quat'sous (Tolvskillingsoperan) de Bertolt Brecht et Kurt Weill : « Tiger » Brown
- 1988 : Le Maître et Marguerite (Mästaren och Margarita), adaptation du roman éponyme de Mikhaïl Boulgakov : Korovjev / le médecin
- 1989 : Marie Stuart (Maria Stuart) de Friedrich von Schiller : Lord Burleigh
- 1990 : Le Songe d'une nuit d'été (En midsommarnattsdröm) de William Shakespeare : Bottom
- 1990 : Nilsson et Olsson (Nilsson och Olsson) de — et mise en scène par — Hans Alfredson : Nilsson
- 1991 : Roméo et Juliette (Romeo och Julia) de William Shakespeare : Pierre / Frère Jean
- 1992 : La Tempête (Oväder) d'August Strindberg : le pâtissier Starck
- 1992 : Le Fossoyeur (Dödgrävaren) d'Hans Alfredson : l'amant
- 1992 : Le Mariage de Figaro (Figaros bröllop) de Pierre-Augustin Caron de Beaumarchais : Figaro
- 1993 : Le Temps et la Chambre (Rummet och tiden) de Botho Strauss, mise en scène d'Ingmar Bergman : l'homme sans horloge
- 1994 : Les Variations Goldberg (Goldbergvariationer) de George Tabori, mise en scène d'Ingmar Bergman : Raema
- 1995 : Le Misanthrope ou l'Atrabilaire amoureux (Misantropen) de Molière, mise en scène d'Ingmar Bergman : Acaste
- 1995 : L'Illusion comique (Bländverk) de Pierre Corneille : Adraste / Eraste
- 1998 : La Bonne Âme du Se-Tchouan (Den goda människan i Sezuan) de Bertolt Brecht : Shu Fu
- 1999 : Cyrano de Bergerac d'Edmond Rostand : Ragueneau
- 2000 : Le Songe d'une nuit d'été (En midsommarnattsdröm) de William Shakespeare : Bottom
- 2003 : Le Malade imaginaire (Den inbillade sjuke) de Molière : Monsieur Diafoirus / Pulcinella
- 2003 : Grand-mère et notre Seigneur (Farmor och vår Herre) de Hjalmar Bergman : Axel
- 2005 : al-Sultan al-hair (Sultanens hemlighet) de Tawfiq al-Hakim : le bourreau
- 2008 : Gustave III (Gustav III) d'August Strindberg : Liljensparre / Badin
- 2009 : Les Joyeuses Commères de Windsor (Muntra fruarna i Windsor) de William Shakespeare : Sir Hugh Evans
- 2010 : Pygmalion de George Bernard Shaw : Alfred Dolittle
- 2011 : Arlequin valet de deux maîtres (Två herrars tjänare) de Carlo Goldoni : Brighella
- 2013 : Les Piliers de la société (Samhällets stöttepelare) d'Henrik Ibsen, mise en scène de Gunnel Lindblom : Rummel / Sandstad
- 2013 : Amadeus de Peter Shaffer : Comte Franz Orsini-Rosenberg